# Comuna Marčana, Istria
Marčana este o comună în cantonul Istria, Croația, având o populație de 4.253 de locuitori (2011).

## Demografie
Componența etnică a comunei Marčana
     Croați (76,72%)
     Bosniaci (1,62%)
     Necunoscut (0,75%)
     Neclasificat (20,39%)
Componența confesională a comunei Marčana
     Catolici (88,88%)
     Fără religie și atei (4,23%)
     Musulmani (2,28%)
     Ortodocși (1,22%)
     Necunoscută (2,56%)
     Alte religii (0,82%)
Conform recensământului din 2011, comuna Marčana avea 4.253 de locuitori. Din punct de vedere etnic, majoritatea locuitorilor (76,72%) erau croați, existând și minorități de afiliați religios (17,12%) și bosniaci (1,62%). Apartenența etnică nu este cunoscută în cazul a 0,75% din locuitori. Din punct de vedere confesional, majoritatea locuitorilor (88,88%) erau catolici, existând și minorități de persoane fără religie și atei (4,23%), musulmani (2,28%) și ortodocși (1,22%). Pentru 2,56% din locuitori nu este cunoscută apartenența confesională.